# Stade Atatürk d'Eskişehirspor
Le Eskişehir Atatürk Stadyumu (Stade Atatürk d'Eskişehirspor) était un stade situé dans la ville de Eskişehir en Turquie. Il héberge le club d'Eskişehirspor. 
Le stade possède une capacité de 13 520 spectateurs et a été ouvert en 1952. Le nom provient du célèbre de l'homme politique Mustafa Kemal Atatürk.
Le stade a été rénové en 2008. Il sera démoli en 2016, et remplacé par le Yeni Eskişehir Stadyumu avec une capacité de 32 507 places,.